# The Ghan

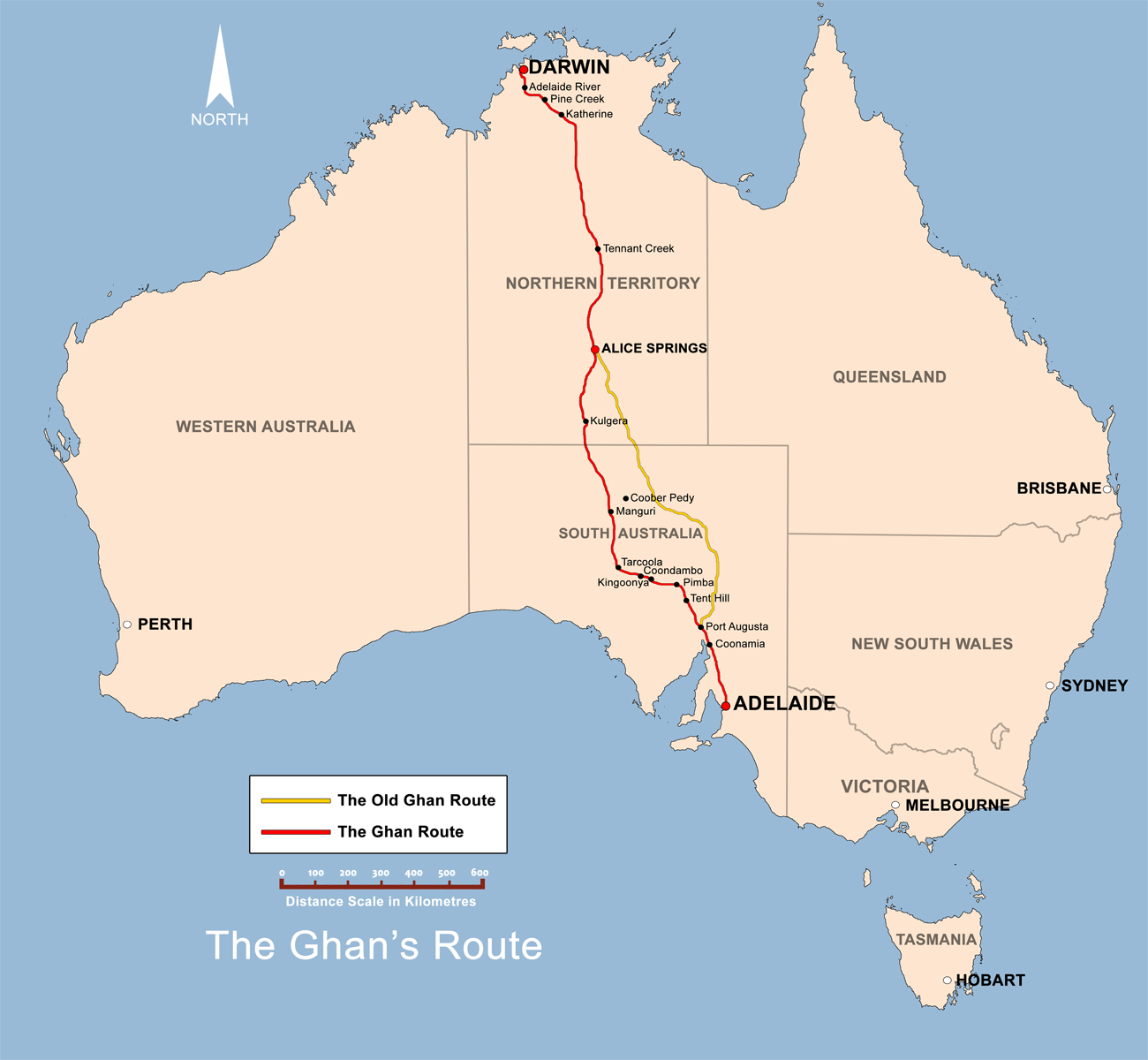
Az új és a régi vasút útvonala

A The Ghan Ausztrália egyik legfontosabb vasútvonala, amely az ország középvonala mentén köti össze az északi és déli területet. Déli végállomása Adelaide, az északi Darwin. Teljes hossza 2979 kilométer. Nevét a korabeli afgán tevehajcsárokról kapta, emblémája egy tevén ülő afgán. A vonat útvonalával párhuzamosan a Stuart Highway autópálya halad.

## A környék felfedezése
Ausztrália sivatagos középső vidékén első európaiként John McDouall Stuart, skót felfedező jutott keresztül 1862-ben. Négy év alatt hat, mindössze néhány főből álló expedíciót szervezett. Útja során, amelyet betegségek és több helyen ellenséges fogadtatás nehezített, az őslakók történelem előtti idők óta létező ösvényét követte. Az általa feltérképezett út mentén épült fel az Ausztráliát átívelő távíróvezeték, majd lassan kis települések és birkafarmok jöttek létre. A szükséges árukat a sivatagi körülmények miatt lóval nem lehetett szállítani, tevéket és afgán tevehajcsárokat hoztak be az országba.

## A vasút története

### A The Ghan név eredete
A legenda szerint 1923. augusztus 30-án este, Quorn megállóban egy a vonaton utazó afgán a lekésést is megkockáztatva leszállt a vonatról, hogy a megállóban esti imáját végezhesse a szőnyegjén. Az egyik vasutas egy tréfát eresztett el, miszerint a menetrendet az esti imához kellene igazítani, a vasutat meg át lehet keresztelni Afgán Expresszre. A név már aznap este olyan népszerű lett, hogy hamarosan The Afghan Express, majd rövidebben The Ghan néven emlegette mindenki a vonalat.

### The Old Ghan, a régi vasút

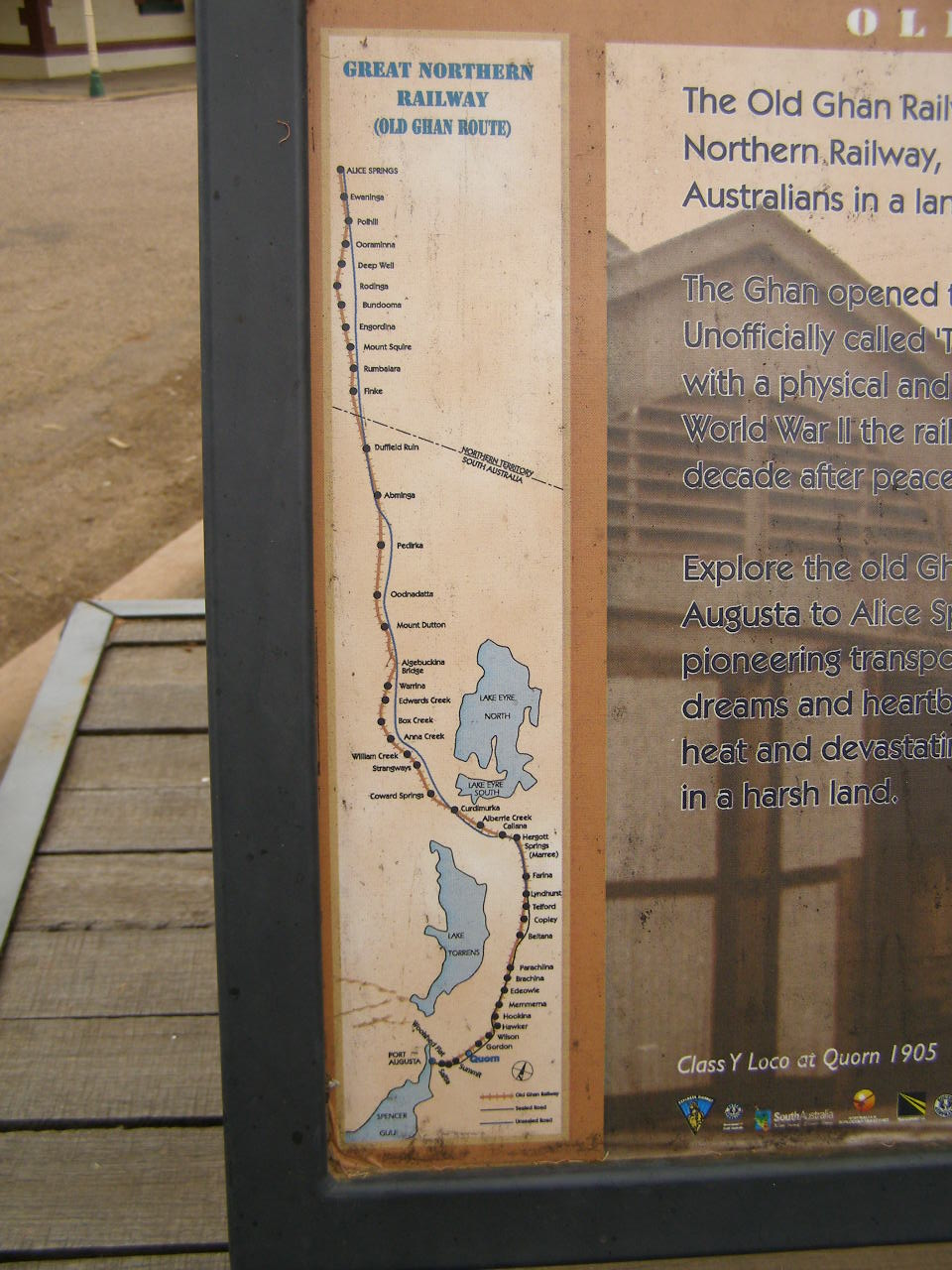
A régi vasút útvonala és megállói

Már a 19. század végén felmerült egy vasútvonal létesítésének a gondolata a területen, de a csekély népesség és a horribilis költségek miatt a terv akkor csak részben valósult meg. Az 1878-ban megindult építkezés a mai vonaltól lényegesebben keletebbre, a Stuart-ösvény és a távíróvonal mellett, településről településre folyamatosan haladt Port Augusta várostól a sivatag felé.
A vonal megtervezésének legfontosabb szempontja a gőzmozdonyokhoz szükséges elegendő víz biztosítása volt a sivatagos területen, erre csak a végül megépült nyomvonal mentén volt lehetőség. A Marree városig tartó szakasz 1883-ban készült el, az Oodnadattáig tartó, hosszú időre utolsó szakaszt 1891-ben nyitották meg, hivatalos neve ettől fogva Great Northern Railway volt. A kb. 800 km-es keskeny nyomtávú vonalon 31 megálló volt. 1926-tól a vasút tulajdonosa a Commonwealth Railways (C.R.) cég lett. Közel negyven évig a vonal véget ért Oodnadatta településen, onnan tevékkel szállították az árukat észak felé. A település a tevék és az afgán tevehajcsárok városa lett, ahonnan hetente indultak a karavánok többhetes útra észak felé. Végül tovább folytatódott a vasútépítés, majd 1929. augusztus 4-én Port Augusta városából elindult az első vonat az akkor még Stuart nevű kis településre, a mai Alice Springsbe. Ettől fogva a vasút új megnevezése Central Australian Railway lett. A város a vasútnak és az általa szállított tízezres létszámú katonai erőnek köszönhette a II. világháború alatt kezdődött és a mai napig tartó fellendülését. A teljes vonalon 45 megálló volt.
A vasút megépülése után feleslegessé vált tevékre rossz napok következtek, különösen, miután a dél-ausztrál kormány 1925-ben elfogadta a gazdátlan tevék elpusztítását lehetővé tevő törvényt, melynek neve Camel Destruction Act volt. A korábban megbecsült afgán tevehajcsárok a társadalom perifériájára szorult emberekké váltak.
A közlekedést eleinte gőzmozdonyokkal bonyolították, a nyári hőségben az utasok számára is igen megterhelő körülmények közepette. Hamarosan komoly műszaki gondok jelentkeztek. A termeszek szétrágták a talpfákat, váratlan áradások rendszeresen elöntötték és alámosták a pályát. Rendszeressé váltak a komoly késések, a feljegyzések szerint egy alkalommal a vonat két hétig vesztegelt a sivatag közepén egy áradás miatt, az utasokat lelőtt marhák húsával etették.
A vasút a legnagyobb forgalmát a második világháború idején érte el, folyamatosak voltak a katonai szállítások. Az egyetlen sínpár és túl nagy forgalom miatt súlyos balesetek, frontális ütközések is történtek. A két legsúlyosabb ütközés Strangways Springs és Beltana környékén volt.
A későbbiekben az utazási körülmények javultak. 1923-tól a szerelvényekhez hálókocsit is csatoltak, 1954-től a gőzmozdonyokat lecserélték brit gyártmányú, NSU osztályú, 630 kilowattos dízel-elektromos mozdonyokra, így az átlagsebesség 60 km/h-ra  nőtt. A folyamatosan romló és csak lassú haladást megengedő pálya Port Augusta és Marree közötti szakaszát 1952-ben valamivel nyugatabbra helyezték, és normál nyomtávúra cserélték, elsősorban a Leigh Creek-i barnaszénbányából a Port Augusta-i erőműbe tartó nehéz szénszállító tehervonatok miatt. 1957-ig Port Augusta és Marree között a régi vonalon is jártak vonatok, majd azon a szakaszon leállították a forgalmat.
Ettől fogva 1980-ig három részletben lehetett megtenni a teljes utat. Adelaide irányából keskeny nyomtávú vágányon járt a vonat, erről át kellett szállni a normál nyomtávú új szakaszra, majd Marree városban ismét keskeny vágányú vonatra szálltak az utasok. Marree utolsó fénykora ezekre az évekre esett, amikor a teljes személy- és áruforgalom átszálló és átrakodóállomása volt. Miután a Marree és Port Augusta közötti régi szakaszon leállították a forgalmat több, a régi pálya mentén fekvő település vasút nélkül maradt és hanyatlani kezdett, esetleg kísértetvárossá vált (pl. Beltana). A Marree és Alice Springs közötti északi szakasz rendszeres áradásos problémái többek között a Finke Rivernél továbbra is fennálltak. A teljes menetidő az utolsó időszakban átlag két nap és hat óra volt.
Végül az egyre romló pálya, a folyamatos és komoly késések miatt teljesen új nyomvonalú, normál nyomtávú, stabil pályát építettek átlag 160 kilométerrel nyugatabbra. 1980 októberében megnyílt a tarcoolai elágazás és Alice Springs között megépített új szakasz, majd az év utolsó napjával leállították a forgalmat a teljes régi vonalon. A Port Augusta és Leigh Creek közötti kb. 240 km-es, 1957-ben épített vonal továbbra is fennmaradt, de kizárólag szénszállítás céljára.
- 1878, a Great Northern Railway építése Port Augusta felől.
- 1879. december 15, a Quornig tartó szakasz megnyitása.
- 1884. február 7, a Marreeig tartó szakasz megnyitása.
- 1891. január 7, a vonal Oodnadatta várost eléri.
- 1923. augusztus 30, először hangzik el az Afgán Expressz név, amiből később a The Ghan lett.
- 1929. augusztus 2, az Alice Springs-i szakasz megnyitása.
- 1930. január 17, az áradás megrongálja a Finke River hidat, egy utasokkal teli szerelvény hetekig vesztegel a kietlen tájon.
- 1940-45, a háborús forgalom heti 2-ről 56-ra emeli a forgalmat. A túlzsúfoltság miatt több baleset történik.
- 1952, Port Augusta és Marree között normál nyomtávú vonal létesül. A forgalom a régi vonalon is egy ideig fennmarad.
- 1956. augusztus, az utolsó vonat a Pichi Richi hágón.
- 1980. november 24, az utolsó keskenyvágányú vonat indul Adelaide-ből Port Augustába.
- 1980. október, a teljesen új pályán haladó első vonat Alice Springsig.
- 1980. december 31, az utolsó vonat Marree és Oodnadatta között.
- 2004. február 4, az első vonat Adelaide és Darwin között. 126 év alatt elkészült a teljes vonal.

### Északi szakasz
Ettől a vonaltól függetlenül 1883-ban az akkori Palmerston, a mai Darwin városából is megindult a vasútépítés dél felé. A keskeny nyomtávú North Australian Railway 1926-ban érte el Katherine városát, majd dél felé haladva véget ért Birdum településen. A mára elfelejtett településre evakuálták Darwin bombázása után a lakókat. 1944-ben óránként jártak a szerelvények a vonalon. Későbbiekben a vasút szerepe leértékelődött, majd az árvizek okozta súlyos károk miatt 1976-ban a vonal egészén leállították a forgalmat. A műszaki berendezések nagy része itt is a helyén maradt.

### A régi vasút emlékei

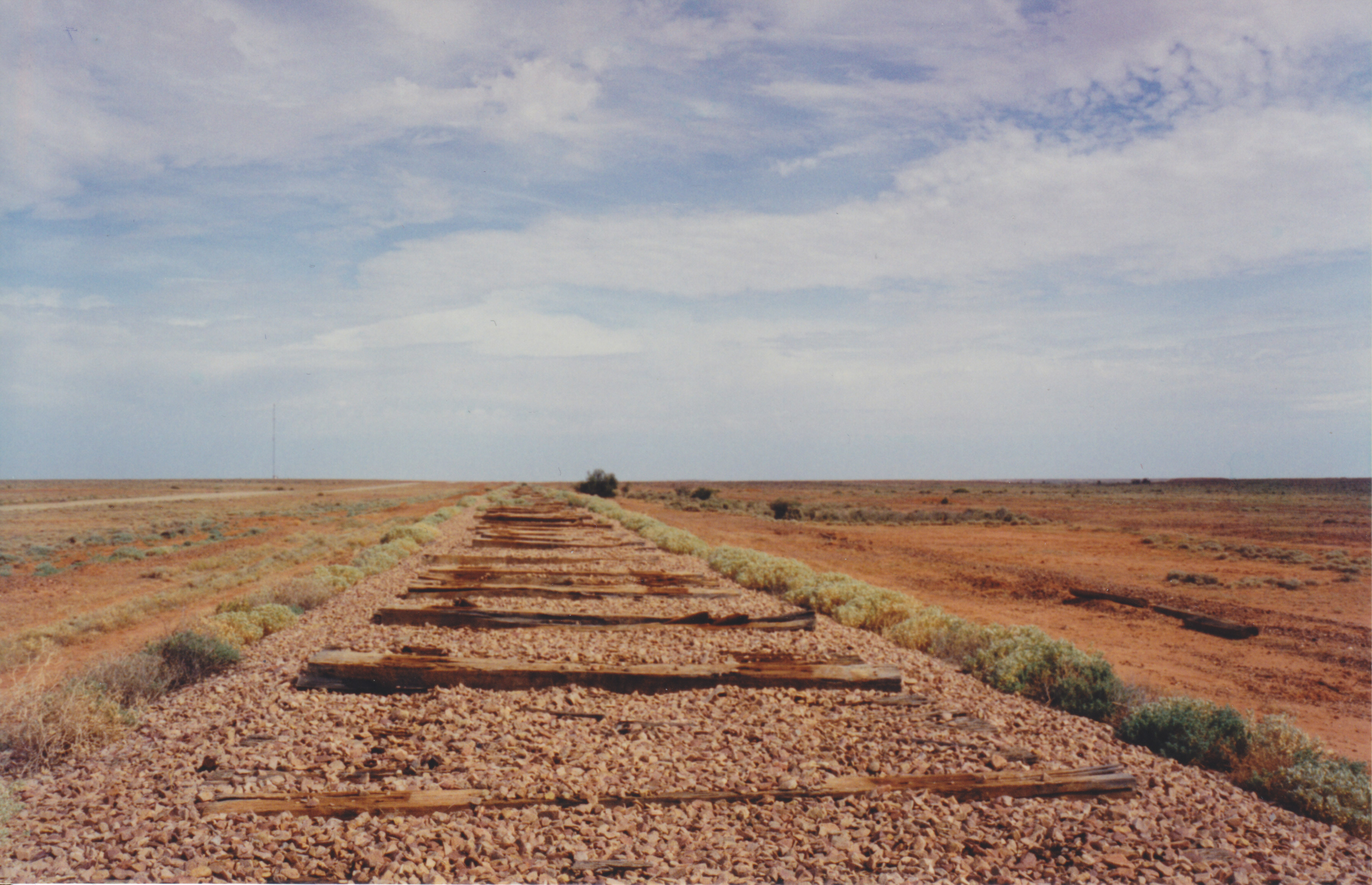
Az egykori pálya maradványai Marree mellett

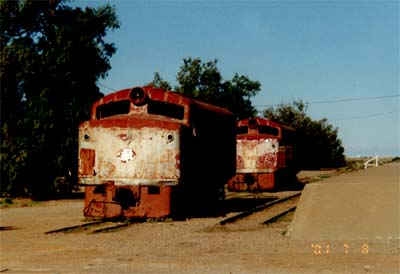
Pusztulásra ítélt NSU osztályú mozdonyok a volt vasútállomáson, Marreeben

A vasút által fejlődésnek indult vidéken a leállítás után a mai napig tartó visszaesés következett be. A régi síneket többnyire felszedték, az állomásépületek, vasúti műtárgyak, időszakos folyók feletti hidak, a gőzmozdonyokhoz szükséges víztartályok legnagyobb részét viszont helyükön hagyták.
A többnyire csak néhány tucat lakosú településeket azóta csak több száz kilométeres földutakon lehet megközelíteni, egy részük teljesen elnéptelenedett. Az egykoron két pubbal, pékséggel és saját sörfőzdével rendelkező Farina település egyetlen lakó nélküli, félig rombadőlt kísértetvárossá vált. A gyakran csak egyetlen épületből, a semmi közepén álló, látszólag sehová nem vezető megállókból csak romos épületek maradtak. A vonal egy része mentén húzódó 600 km-es földutat az egykori vasút és végállomása tiszteletére a közelmúltban Oodnadatta Tracknek nevezték el, kalandot és vasúti emlékeket kedvelő turisták körében igen népszerű útvonal.
A manapság Old Ghannek nevezett régi pálya mentén még fellelhetők a régi talpfák, a szebb napokat látott kistelepüléseken még ott vannak a vasútállomások, egy-egy otthagyott kocsival és kiöregedett mozdonnyal. Marree környékén a sínek már nincsenek meg, de település egykori állomásán még mozdonyok és kocsik állnak. Az oodnadattai állomást rendbe hozták, és múzeumként működtetik.
A régi vasút nyomvonala ha nem is könnyen, de végig követhető a Google Earth program segítségével Szintén itt számos fotó is  látható a vonal mentén megmaradt vasúti emlékekről. Vasútbarát és kalandvágyó turisták terepjáróval a teljes régi vonalat végigjárhatják az Oodnadatta Trackot is magábanfoglaló Old Ghan Heritage Trail út és földút mentén. A vasút megmaradt emlékeinek karbantartását a Ghan Preservation Society végzi.

### Múzeumvasutak az egykori helyszíneken

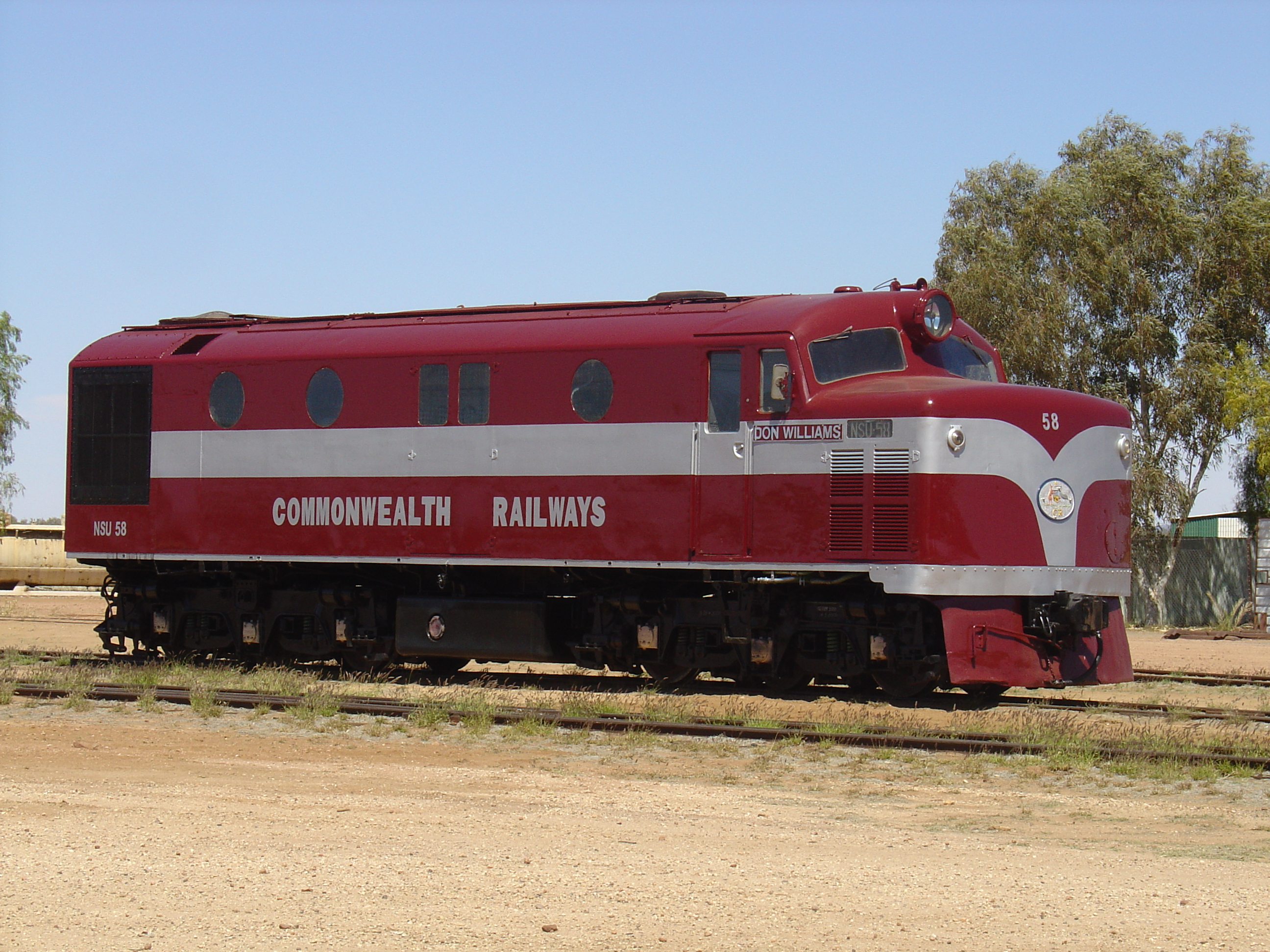
felújított NSU osztályú mozdony az Alice Springs-i vasútmúzeumban

A megszüntetett régi vonal egykori végállomásai közelében két megmaradt szakaszon működik múzeumvasút, az eredeti kocsikkal és mozdonyokkal.
A The Old Ghan Heritage Railway vasútmúzeum Alice Springstől 10 kilométerre délre található. A gondosan és korhűen újra felépített állomás és a múzeum jelentős turistalátványosság. A korabéli szerelvények egy 10 kilométeres, régről megmaradt szakaszon járnak is.
A Port Augusta és Marree közötti, 1957-ben bezárt eredeti pálya 39 km-es keskenyvágányú szakaszából Port Augusta és Quorn között lett kialakítva a Pichi Richi Railway múzeumvasút. Központja Quornban van, a Pichi Richi Railway Preservation Society önkéntesei üzemeltetik. A különféle gőzmozdonyok és régebbi dízelmozdonyok vontatta, muzeális vasúti kocsikból álló szerelvények Port Augusta és Quorn városok között járnak.
Noha az eredeti Ghan vasút indulási állomása Port Augusta volt, megjegyzendő, hogy a mai végállomáson, Adelaide városban működik Ausztrália egyik legnagyobb vasútmúzeuma, a National Railway Museum, ahol két kilométeres keskenyvágányú szakaszon múzeumvasút is jár.
Az északi szakaszon Adelaide River kisvárosban (nincs köze Adelaide városhoz) működik egy vasútmúzeum állomásépülettel, mozdonyokkal és kocsikkal, valamint az új híd mellett áll a 19. század végi régi vasúti híd is. Az északi szakasz másik vasútmúzeuma Pine Creekben található, rendbe hozott állomásépülettel, 1890-ből való, a vonalon 1943-ig használt gőzmozdonnyal, eredeti kocsikkal.

## Az új vasút

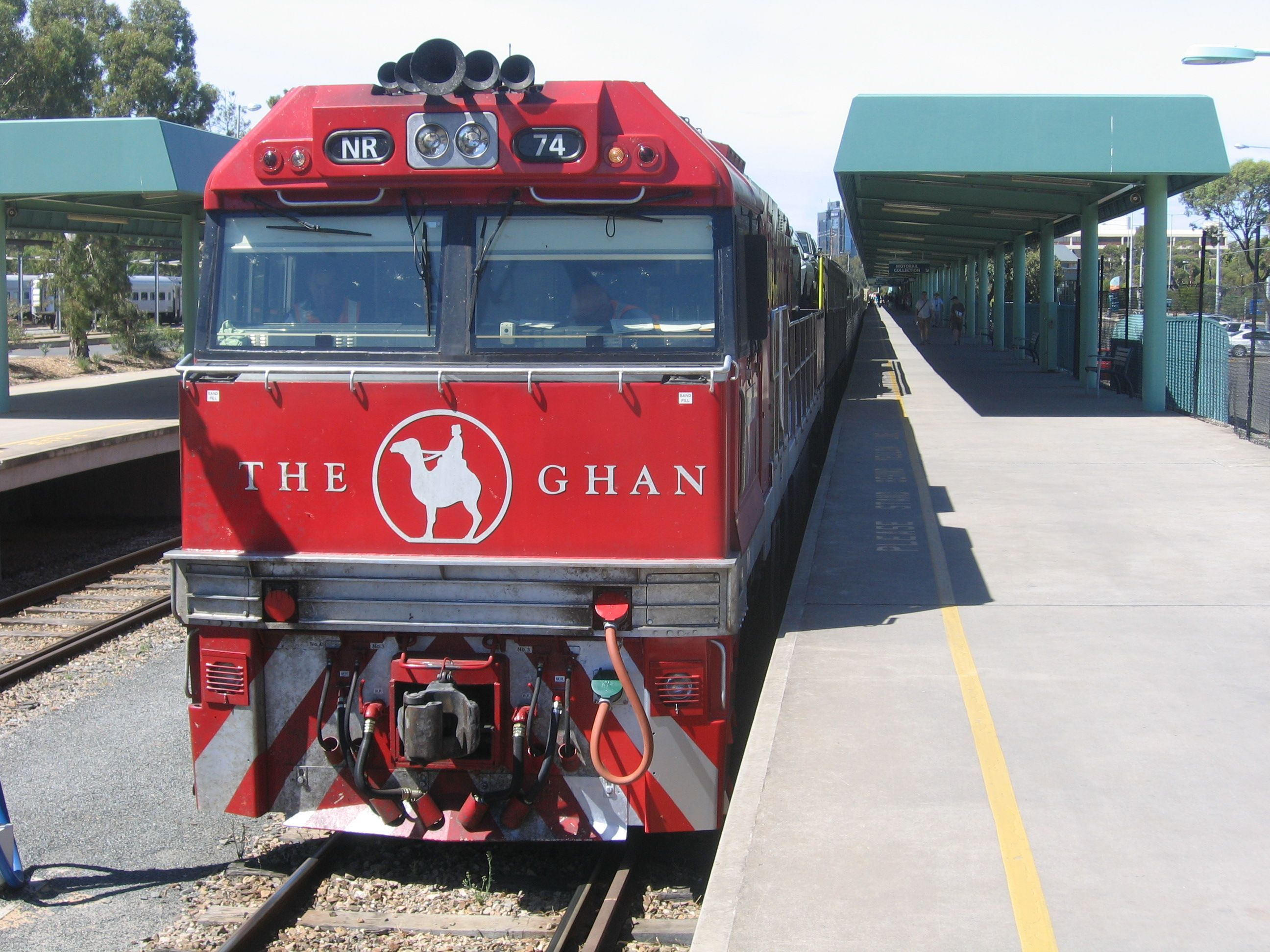
Az NR-74-es mozdony

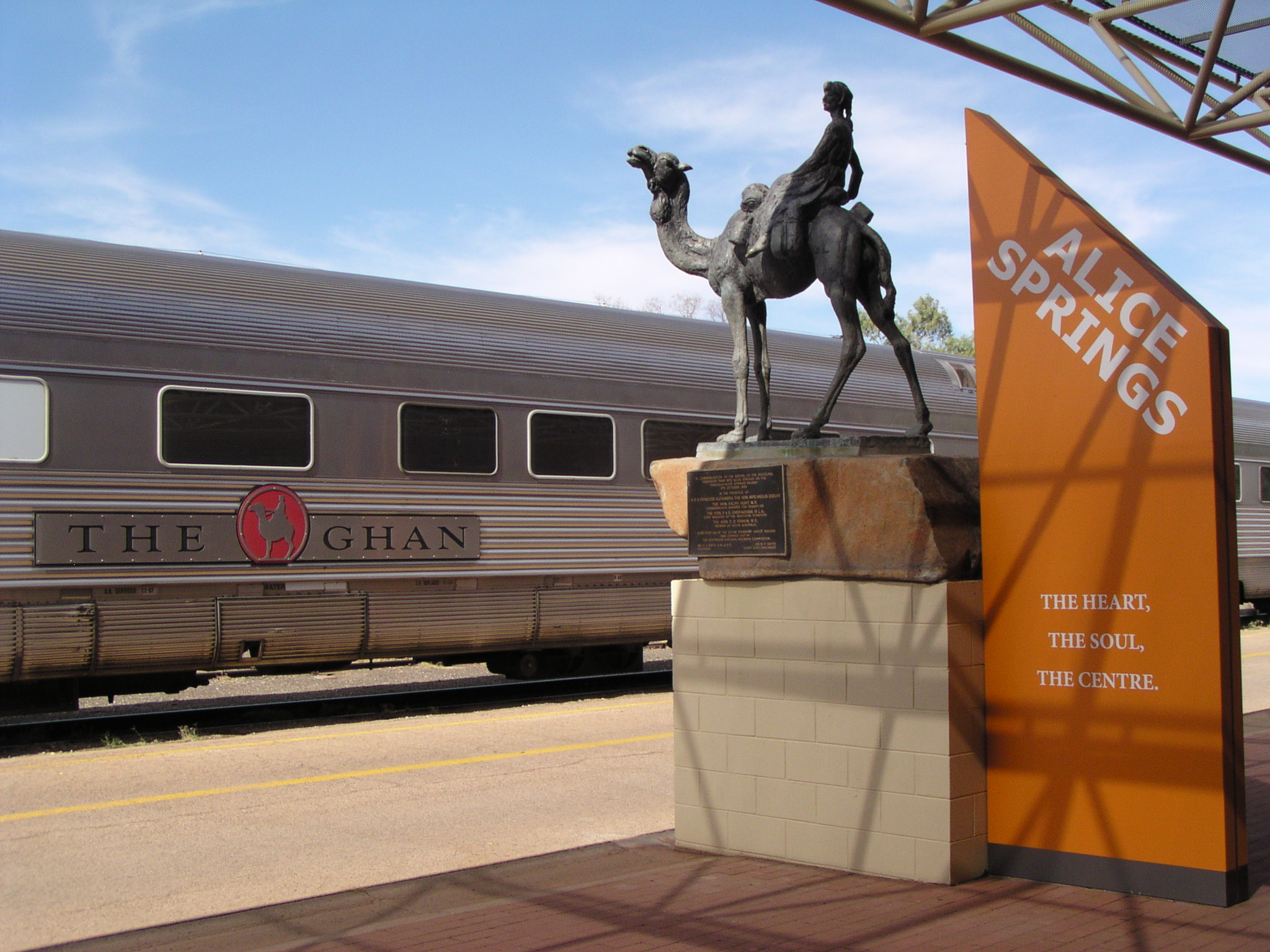
A Ghan az Alice Springs-i állomáson

Az új, áradásoktól védett helyen és termeszbiztos módon épített, normál nyomtávú vonalon a forgalom 1980-ban indult meg Adelaide és Alice Springs között. Az új nyomvonallal Coober Pedy is vasúthoz jutott. 2001 júliusában kezdődött meg a Darwin és Alice Springs közötti teljesen új szakasz megépítése, 2004. február 4-én indult el az első személyszállító vonat, ezzel teljessé vált a vonal. A munka három évig tartott és 1,3 milliárd ausztrál dollárba került.
A privatizáció óta a személyszállító szerelvényeket a Great Southern Railways társaság üzemelteti, elsősorban turisták számára, de a sínpár nem a cég tulajdona, azon jelentős teherforgalom is zajlik a FreightLink társaság üzemeltetésében. A személyvonatok mindkét irányban hetente kétszer közlekednek. A mozdonyok színe vöröses, a kocsik ezüstösek. A mozdony orrán, valamint a mozdony és a kocsik oldalán megtalálható a The Ghan felirat és a tevés embléma. A szerelvényeken légkondicionálás van, az ablakok nem leereszthetők. A teljes menetidő általában 54 óra, az átlagsebesség 85 km/h.
A 16 vagy 26 kocsiból álló szerelvények 471, illetve 710 méter hosszúak. A szerelvényeket általában két NR osztályú, a Pacific National cég tulajdonában álló, 3000 kilowattos dízel-elektromos mozdony húzza. Az ausztrál Goninan cég gyártmányai, General Electric motorokkal. Néha előfordul, hogy tripla, több, mint egy kilométer hosszú szerelvények járnak. A szerelvényeket általában autószállító vagon zárja.
Három osztály és négy jegykategória van, az egyszerű, de tiszta és kulturált, üléses osztály (Red Service, daynighther seat), az egyszerűbb, kétszemélyes hálókocsi (Red Service, sleeper cabin), az első osztályú hálókocsi (Gold Service) és a luxusosztály (Platinum Service). A három osztálynak megfelelően az egyszerűbb büfétől a luxusétkezőig terjed az ellátás. Külön luxuskocsit is lehet rendelni a szerelvényhez. A legolcsóbb jegyárból előre megváltás esetén jelentős árkedvezményt adnak.
Az Adelaide-ből induló személyzet egy teljes kört tesz meg, ez a vonat átvételével, átadásával, a darwini pihenővel együtt hat napig tart. Ezt követi négy nap pihenő, majd a tizenegyedik napon indulnak újra. A legmelegebb nyári hónapokban csak heti egy szerelvényt indítanak.

## A vasút útvonala
A vonal déli végállomása Dél-Ausztrália állam fővárosa, Adelaide. Az első megálló a 200 kilométerre északra található Port Pirie. Mivel a városnak csak fejállomása van, a vonat a pár kilométerre húzódó Coonamia fele halad. A második megálló Port Augusta, az utolsó nagyobb település hosszú távolságra. Port Augusta után a vonal már a sivatag és jórészt lakatlan területek felé tart. Következő megálló a néhány házból álló Pimba. A település után a vasút kb. 100 kilométeren át párhuzamosan fut a Stuart Highway országúttal, majd azt keresztezve nyugat felé halad tovább.
A következő állomás Kingoonya, mindössze néhány házból áll, csak földúton lehet megközelíteni. Újabb kb. 100 kilométer után a jelentéktelen Tarcoola település következik, itt ágazik el a The Ghan vonal a Sydney és Perth között közlekedő Indian Pacific vonaltól. A továbbiakban is szinte teljesen néptelen területen halad a vasút, a következő megálló újabb 200 kilométer után Coober Pedy. A 2700 lakosú, főként opálbányászatból élő városkának közvetlen saját megállója nincs, a külön rakodóelágazással rendelkező állomás kb. 40 km-es földúton közelíthető meg. A személyzet nélküli állomás elhagyatottsága miatt leszállást csak akkor engedélyeznek, ha a városba való eljutás  megoldott. Hamarosan ismét közel fut egymáshoz a vasút és az országút.
A következő, mintegy 200 lakosú település Marla, az Oodnadatta Track út kiindulópontja. A teljesen jelentéktelen Chandler állomás és rakodó után Dél-Ausztrália és az Északi Terület határán fut át a vonat, a táblával és emlékkővel megjelölt hely jelképes állomás is egyben. Kulgera település állomása után már csak 250 kilométer Alice Springs, a sivatag fővárosa. A kb. 23 000 lakosú városban a vonat több órát áll, lehetővé téve a rövid városnézést.
Egy igen hosszú, megálló nélküli szakasz következik, eközben a vonat elhalad a Devils Marbles nevű természeti látványosság közelében, majd a következő megálló az ezres lélekszámú Tennant Creek. A vonal lakatlan területen, az országúttól távol halad tovább Katherine városkáig, ahol több órát áll, majd Pine Creeken keresztül megállás nélkül halad a Darwin belvárosától kb. 15 kilométerre lévő East Arm pályaudvarra, ahonnan az utasokat buszok szállítják a városba. A vonal teljes hossza alatt mindössze két fix megálló van, ez Katherine és Alice Springs városa. A kis megállókon csak fel- és leszálló utas esetén áll meg a vonat.

## Megállók
- Darwin (északi végállomás)
- Katherine (több órás megállás)
- Tennant Creek
- Alice Springs (több órás megállás)
- Kulgera
- Északi Terület / Dél-Ausztrália határ, csak jelképes megálló
- Chandler
- Marla (az Oodnadatta Track kezdete)
- Coober Pedy (Manguri, 27 km-re a várostól)
- Tarcoola (a The Ghan és az Indian Pacific vasútvonal elágazása)
- Kingoonya
- Pimba
- Port Augusta
- Coonamia near Port Pirie
- Adelaide Parklands Terminal (déli végállomás)